# Maria Tereza de Austria (1762–1770)
Arhiducesa Maria Tereza de Austria (germană Maria Theresia Elisabeth Philippine Louise Josephe Johanna; 20 martie 1762  –  23 ianuarie 1770) a fost fiica împăratului Iosif al II-lea și a primei lui soții, Prințesa Isabella Maria de Parma.

## Biografie
Părinții Mariei Tereza, Prințul Moștenitor Iosif și Prințesa Isabella Maria de Parma s-au căsătorit la Viena la 16 octombrie 1760. La sfârșitul anului 1761, Isabella a rămas însărcinată și la 20 martie 1762 ea a născut o fiică care a fost botezată Maria Theresia Elisabeth Philippine Louise Josephe Johanna.
Pe linie maternă, mica Maria Tereza descindea din primul rege Bourbon al Spaniei, Filip al V-lea. Pe linie paternă descindea din faimoasa împărăteasă Maria Tereza și a soțului acestuia, Francisc I, Împărat al Sfântului Imperiu Roman. Când mica arhiducesă avea puțin peste un an, mama ei a murit dând naștere surorii ei, arhiducesa Marie Christine, care a murit la câteva minute după naștere. Tatăl ei și-a găsit refugiu în mica lui fiică. De asemenea, Maria Tereza era apropiată de mătușa paternă, Arhiducesa Maria Antoaneta (viitoarea regină a Franței), care era cu doar șapte ani mai mare decât ea. Ea a fost prima nepoată a împărătesei Maria Tereza.
Cu doar câteva luni înainte de a împlini opt ani, Arhiducesa Maria Tereza s-a îmbolnăvit de pleurizie. Tatăl ei, în acel moment împărat al Sfântului Imperiu Roman, a făcut tot ce i-a stat în putință s-o salveze. Totuși medicina din acele timpuri nu era dezvoltată și mica arhiducesă a murit la 23 ianuarie 1770 de febră mare.